# ذهبان (البرك)
ذهبان: أحد مراكز محافظة البرك، تقع في جنوب البرك على مسافة 15 كيلاً. في الجنوب الغربي للمملكة العربية السعودية ويقع بين مركز البرك ومركز القحمة وبها من الدوائر الحكومية: مركز إداري، مستشفى. ويقطنها 3932 نسمة.

## يتبع إدارياُ
يتبع مركز ذهبان لمحافظة البرك

## القرى التابعة لمركز ذهبان
- قرية الفيض بادية ذهبان.

تشتهر قديماً:
يعمل جميع سكان مركز ذهبان ومركز الفيض بالزراعة قديماً وحاضراً وإلى وقتنا الحاضر يعمل السكان إلى جانب الزراعة بالتدريس والوظائف المدنية والعسكرية. وتشتهر بالزراعة وهي زراعة الزرع بما يعرف الآن بـ(القصب). وبزراعة النخيل وإنتاج التمور وكان يأتي لمركز ذهبان جميع القبائل من كل مكان وكانت تسمى تلك الفترة (العقيق).